# Bromus
Bromus là một chi thực vật có hoa trong họ Hòa thảo (Poaceae).

## Loài
Chi Bromus gồm các loài: